# سید احمد فردید
سیّد احمد فَردید با نام اولیهٔ سیّد احمد مهینی یزدی (۱۲۸۹ – ۲۵ مرداد ۱۳۷۵) متفکر معاصر ایرانی بود.

## زندگی
سیّد احمد مهینی یزدی در سال ۱۲۸۹ در یزد زاده شد. دروس مقدّماتی و زبانِ فرانسه را در یزد خواند. در سال ۱۳۰۵ به تهران رفت. در مدرسهٔ سلطانی به تحصیل ادامه داد و سال ۱۳۰۷ از دارالفنون دیپلم گرفت و سال ۱۳۱۴ از دانشسرای عالی تربیت معلم کارشناسی علوم تربیتی گرفت. وی نام خانوادگی خود را در سال ۱۳۱۸ به «فردید» تغییر داد.
او مدتی درس طلبگی خواند و با فلسفه اسلامی آشنا شد. اندکی بعد در دانشسرا در رشته ادبی مدرک کارشناسی دریافت نمود و ضمن اشتغال به تدریس، زبان‌های پهلوی و آلمانی را نیز آموخت.
در دورهٔ جنگ جهانی دوم، بسیاری از جوانان ایرانی حامی آلمان و ایدئولوژی نازی بودند، و به گفته داریوش آشوری فرید نیز شدیداً با آلمان همدلی داشت و شدیداً ضد یهودی بود. او مرتباً یهودیان و یهودیت را لعن و نفرین می کرد. او همدلی با نازی‌ها را در سال های بعد نیز حفظ کرد اما درباره آن صحبت نمی‌کرد.
او بعد از جنگ دوم جهانی به فرانسه و آلمان رفت تا به تحصیل فلسفهٔ معاصر اروپایی به ویژه اگزیستانسیالیسم و فلسفهٔ مارتین هایدگر فیلسوف آلمانی بپردازد. او چهار سال در سوربون بود و در این زمان به جای پی گرفتن برنامهٔ اجباری درسی به مطالعهٔ شخصی پرداخت و پایان‌نامهٔ خود را نیمه کاره رها کرد. سپس تصمیم گرفت برای مطالعهٔ فلسفه به آلمان برود و چهار سال در هایدلبرگ بود که مشخص نیست در دانشگاه تحصیل کرد یا صرفاً مطالعه می‌کرد. در آنجا او با فلسفه و اندیشهٔ مارتین هایدگر مواجه شد. پس از سال‌ها اقامت در اروپا موفق به اخذ هیچ درجهٔ تحصیلی‌ای نشد. او با زنی آلمانی یا اتریشی ازدواج کرد که فرزندی هم از آن ازدواج متولد شد ولی او آن‌ها را رها کرد.
به گفتهٔ غلامحسین ابراهیمی دینانی هرچند فردید دروس حوزوی نخوانده بود، بسیاری از کتاب‌های معارف اسلامی و علم اصول را می‌شناخت و از آن‌ها یاد می‌کرد. وی در زمینهٔ ریشه‌یابی لغات نیز مطالعات زیادی داشته‌است، هرچند نظرات او با نظر زبان‌شناسان مطابقت نداشت.

### پیش از انقلاب
او پس از بازگشت به ایران، برای تدریس به دانشگاه تهران دعوت شد و (به دلیل نداشتن دکترا) امکان استادی نیافت. بلکه پروندهٔ وی با اعمال نفوذ احسان نراقی در هیئت امنای دانشگاه مطرح شد و به درجهٔ معلمی اکتفا نمود، هرچند پس از انتصاب فضل‌الله رضا به ریاست دانشگاه تهران و سرپرستی سید حسین نصر به دانشکدهٔ ادبیات و علوم انسانی، مدرک دکترای او تأیید شد و به رتبهٔ استادی ارتقا یافت.
فردید در دههٔ پنجاه و شصت در دانشگاه تهران به طرح اندیشهٔ هایدگر در درس‌گفتارهای خود در رشتهٔ فلسفهٔ دانشگاه تهران پرداخت و تا آن زمان کسی با اندیشه‌های او در ایران چندان آشنایی نداشت. فردید شیفتهٔ هایدگر بود و معتقد بود که خود وی با هایدگر هم‌سخن و در بسیاری از موارد یک‌سخن است و به دانشجویان خود توصیه می‌کرد که خود رأساً زبان آلمانی را فراگرفته و به مطالعهٔ آثار هایدگر بپردازند و از خواندن ترجمه‌ها که نارسا هستند بپرهیزند.
در دههٔ ۵۰ سلسله نشست‌هایی فلسفی به محوریت فردید و با حضور نویسندگانی چون ابوالحسن جلیلی، داریوش شایگان، حمید عنایت، داریوش آشوری و رضا داوری معمولاً در منزل امیرحسین جهانبگلو برگزار می‌شد که به «فردیدیه» معروف شده بود. گرایش ضد مارکسیستی با توجه به تأثیری که عقاید چپ‌گرایانه و فعالیت‌های فلسفی حزب توده در آن زمان بر جامعه گذاشته بود در این جلسات کاملاً آشکار بود.
در زمان حکومت تک حزبی حزب رستاخیز تلاش ناموفقی برای نمایندگی شهر یزد در مجلس شورای ملی نمود. تا پیش از انقلاب، فردید فردی بود علاقه‌مند به فراماسونری و بی میل نسبت به مذهب و دموکراسی. او شاه را نماد «فره ایزدی» و کاریزماتیک روز می‌دانست. فردید به مباحثات تلفنی مفصلِ هزار ساعته با استادان فلسفه مانند دینانی مشهور است.
با حرکت ایران به وضعیت پیشاانقلابی در دهه پنجاه خورشیدی، حکومت پهلوی نسبت به مخالفان سیاسی در ایران نگرانی داشت. مسئولین اطلاعاتی آن مارکسیست‌ها و ماتریالیست‌های سکولار را بزرگ‌ترین تهدید برای سلطنت پهلوی می‌دانستند. دولت با این عقیده یک کارزار ایدئولوژیک را برای هدف قرار دادن اندیشه‌های غیر ایرانی و «بیگانه» به عنوان خطر اصلی برای کشور و هویت فرهنگی آن به راه انداخت. فردید در دهه پنجاه مکرراً در برنامه‌های رادیو و تلویزیون ملی ایران حضور می‌یافت. برنامه «مقدمه ای بر فلسفه روحانی» فردید از ۷ اردیبهشت ۱۳۵۱ به مدت حدوداً یک سال در ۲۵ قسمت از کانال دوی تلویزیون ملی ایران پخش شد. هر قسمت حدوداً یک ساعت بود. در سال ۱۳۵۴ در رادیو در خصوص مارکس به مباحثه پرداخت و در میزگردی در سالگرد انقلاب مشروطه شرکت کرد. او همچنین در رشته مناظره‌هایی تلویزیونی بین سال‌های ۱۳۵۶ و ۱۳۵۷ با عنوان این سو و آن سوی زمان در کانال دو با مجری گری علیرضا میبدی شرکت کرد. در سال ۱۳۵۶، او در میزگرد فرد شرقی، فرد غربی در تلویزیون شرکت کرد. از فردید سخنرانی‌هایی در رادیو تلویزیون ملی در خصوص ویژگی روحانی مقدس پادشاه در تاریخ ایران باستان پخش شد.

### پس از انقلاب
فردید پس از انقلاب خود را نامزد مجلس خبرگان و مجلس شورای اسلامی نمود، ولی در هیچ‌یک رأی لازم را به‌دست نیاورد و با ۲۰۱ رای خبرگان و ۶۰۰۰ رای برای مجلس شورای اسلامی ناکام ماند. او از انقلاب اسلامی ایران حمایت کرد. فردید همچنین یک طرف از جدال معروف هایدگری-پوپری در ایران بعد از انقلاب بود.

## دیدگاه‌ها

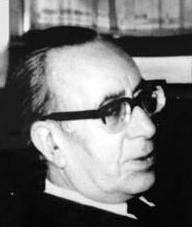

### غرب‌زدگی
ابداع اصطلاح «غربزدگی» را فردید متعلق به خود می‌داند. وی عنوان می‌کند که این عبارت زمانی که در اروپا می‌زیسته به سراغش آمده‌است. وی بیان می‌کند که در بیست سالگی تحت تأثیر پوزیتیویسم و غرب‌زدگی بوده‌است. خواندن کتاب‌های گوستاو لوبون را نیز در همین راستا می‌داند. اندیشه غرب‌زدگی نزد فردید با مفاهیم بسیاری نظیر نیست انگاری، یونانیت و ادوار تاریخی و مکر لیل و نهار ارتباط دارد. بیژن عبدالکریمی مفهوم غرب‌زدگی در اندیشه فردید را در ارتباط با فلسفه تاریخ گونه می‌داند. بر این اساس غرب‌زدگی پوسته‌ای فردیدی و محتوایی کاملاً هایدگری دارد. این اصطلاح را خود فردید وضع کرده‌است و شیفته آن بوده‌است. عبدالکریمی مفهوم غربزدگی نزد فردید را به مفهوم مثلث زر و زور و تزویر از شریعتی مقایسه کرده‌است. این مفاهیم شاه کلید دریافت این تفکرات است. وی غربزدگی نزد فردید را به معنایی کاملاً وجود شناختی و همچون غفلت از وجود می‌داند. غرب به معنای مرگ تفکر حضوری و اقبال کردن به علم حصولی معنا شده‌است که همان غفلت از وجود است. مفهوم غرب همان مفهوم متافیزیک است؛ و غرب‌زدگی به معنای غلبه تفکر متافیزیکی بر هر گونه تفکر شهودی، قلبی و معنوی و حضوری است.

### فناوری
فردید تحت تأثیر مارتین هایدگر نگاهی نقادانه یا منفی به فناوری داشت. او معتقد بود نتیجه متافیزیک مدرن علم و صنعت است که در آن هیچ خیر و برکت نیست. او فناوری را نشانه قهر الهی می‌دانست که کره زمین را ویران می‌کند. او معتقد بود در آخر تاریخ که غضب خدا بر رحمت او پیشی دارد، علم و صنعت به میان آمد که علی‌رغم کشفیات «چون مبنایش باطل بوده وِزر و وبال بشر شده». او «شهوت آخرالزمان» را زمام‌دار فناوری می‌دانست که دارد «تمام بشر را وارد مسابقه تسلیحاتی» می‌کند. از نظر او «بشر سروصدای ماشین را به [جای] ندای حق می‌گیرد». اما از نظر بیژن عبدالکریمی لحن و بیان فردید در مورد فناوری بیشتر به بیان سنت‌گرایانی چون رنه گنون شباهت دارد تا مارتین هایدگر.

### انتقاد از ژان پل سارتر
فردید در کتاب دیدار فرهی و فتوحات آخرالزمان نظر خود در مورد سارتر را این‌گونه بیان می‌کند:
ژان پل سارتر اصلاً تفکرش تفکر نیست، مرد بی‌فکری است و یک موجودی است که حقیقتاً مطالب را از بین برده. یکی از کثافت‌ترین حامیان امپریالیسم و بورژوازی و هر فکر غربی، ژان پل سارتر است زیرا مقدماتش طوری است که همه چیز معتبر به اعتبار انسان است. ژان پل سارتر انسان را به جای خدا می‌گذارد و خودبنیادی به اینجا می‌رسد که شما چگونه می‌توانید به آزادی خودبنیادانه، بشر را اصلاح کنید. چیز تازه‌ای در ژان پل سارتر نیست. آزادی ژان پل سارتر همان حوالت و آزادی غربی است که در اعلامیه جهانی حقوق بشر تمام می‌شود.
آزادی حقیقی آزادی از آزادی ژان پل سارتر است و این آزادی سارتر عین گریز از آزادی است.
ژان پل سارتر یک چشم نداشته، دجال هم یک چشم است. در زمان ما دجالی مانند این سارترها زیادند. اینها مدافع دجالند. بنده یکبار گفتم این دجال عجوزی است که الاغی ندارد، برای این الاغ خصوصیاتی وصف کرده‌اند. این الاغ پشکل می‌اندازد و دیگران این پشکل را برمی‌دارند و تناول می‌فرمایند. حالا این ژان پل سارترها و این فلاسفه الاغ‌هایی هستند که دجال سوار آنهاست.

### دفاع از انقلاب اسلامی ایران
فردید بعد از انقلاب اسلامی از این انقلاب طرفداری کرد و روشنفکران را مورد انتقادات تند قرار می‌داد. او طی یک سخنرانی گفت:
می‌خواهم پیامی به امام خمینی بدهم و درد دلی با ایشان بکنم، سیداحمد فردید آدمی است که برای خودش کار کرده‌است. اگر کتاب ننوشته، نخواسته تشبه به کثافات دیگران بکند. من پیام کوچکی به امام خمینی دارم، این انقلاب را عبدالکریم سروش خراب می‌کند… من پوپر را می‌شناسم و به ریش او می‌خندم… من دارم به جمهوری اسلامی مدد می‌رسانم.
او در جای دیگر دربارهٔ هایدگر گفته‌است:
بعد از سی سال مطالعه می‌گویم، هایدگر جهت فکرش همین جهت جمهوری اسلامی است.

## آثار
احمد فردید از انتشار آثار خودداری می کرد به‌طوری‌که به «فیلسوف شفاهی» مشهور شد. برخی از منتقدان وی معتقدند که دلیل این امر تغییر جهت‌های مکرر فکری او بوده و اینکه او مایل بود مدرک مکتوبی نزد کسی نداشته باشد تا بتواند افکارش را مکرراً نفی کند. او حتی پس از شرکت در کنگره‌ها نیز گزارش مکتوبی از کارش ارائه نمی‌داد. این تغییر موضع مکرر فردید را بسیاری از افرادی که با وی برخورد داشته‌اند، گزارش کرده‌اند. صادق هدایت در نامه‌ای به یک دوست مشترک، در مورد تغییر موضع مکرر فردید می‌نویسد:
باید یک سال دیگر فردید را ببینیم که چه Originalite {ابتکاری} از خودش بروز می‌دهد. این هم یک جور تفریحی است!
فردید روی دو کتاب کار کرد. او برابرهای فارسی برخی اصطلاحات فلسفی را که در آثار یحیی مهدوی (تاریخ متافیزیک) و احسان نراقی (سیر تکوینی علوم اجتماعی) بکار رفته‌است خلق کرد. مهدوی در مقدمه کتاب نوشت: «دکتر فردید وقت و تلاش بیشتری از آنچه من انتظار یا علاقه داشتم صرف کرد، تا به آن جا که برخی بخش ها را از نو نوشت.» برخی از این اصطلاحات همچون غربزدگی هنوز در میان فلسفه‌دانان رایج است، و برخی دیگر رواجی نیافت. کتاب دیدار فرهی و فتوحات آخرالزمان مجموعه‌ای است از درس‌گفتارهای وی که پس از مرگ وی منتشر شد. برخی از هواداران فردید این کتاب را «مغلوط و ویرایش نشده» می‌دانند.
غلامحسین ابراهیمی دینانی، اصطلاح فیلسوف شفاهی را برای فردید مناسب می‌داند. فردید در زمان حیاتش به او گفته بود بیش از هزار صفحه یادداشت دارد و پس از درگذشت او دینانی حواشی زیادی از او را بر برخی کتاب‌ها در بنیاد فردید مشاهده کرده که شاید اگر استخراج شود بالغ بر هزار صفحه باشد.
«مشروطیت [و] رابطهٔ آن با دفع فاسد به افسد» نوشته‌ای از احمد فردید در دهه ۶۰ است که بنا بود در روزنامه کیهان منتشر شود ولی به دلایل نامعلوم از چاپ آن صرف‌نظر می‌شود. با این‌حال فردید این مقاله را به همراه حاشیه‌نگاری به یکی از شاگردان نزدیک خود علی ابوالحسنی معروف به «مُنذِر» می‌رساند و ابوالحسنی آن را یک دهه بعد از درگذشت احمد فردید همراه با یک مقدمه در مرداد ۱۳۸۴ منتشر می‌کند.

## نظرها دربارهٔ فردید
از مخالفان احمد فردید می‌توان به عبدالکریم سروش اشاره کرد که وی را دارای ذهن و زبانی پریشان می‌داند. در برخی نوشته‌ها، احمد فردید «تئوریسین خشونت»، و حتی نخستین اشاعه‌گر یهودستیزی در ایران دانسته شده‌است. علاقه‌مندان به فردید از او در برابر این اتهامات دفاع کرده‌اند.
رضا داوری اردکانی یکی از شاگردان فردید در همایش بزرگداشت سید احمد فردید می‌گوید: ترجمه‌های او از کتب فلسفی غرب بی‌نظیر، روان و گویا بود که نشان از تسلط او به مباحث داشت. او همچنین اظهار می‌دارد «فردید با این دنیا خیلی سازگار نبود، او با دنیا احساس غربت می‌کرد چون احساس غربت نشان می‌دهد که فرد در پی یافتن و درک دیگری است.» به گفتهٔ وی، فردید سیاسی نبود و کاری با سیاست نداشت اما به سیاست توجه داشت. «برای ما نگاه فردید و پرسش‌های تازه او مهم بود و اینکه فلسفه را نقد می‌کرد و از شعر و ماهیت آن می‌گفت. فردید صاحب نظر بود می‌پرسید و می‌فهمید و به دشواری می‌فهماند.»
داریوش آشوری مترجم معاصر ایرانی مدتی در کلاسها و سخنرانی‌های فردید حاضر شده و تلاش کرده‌است تا دیدگاه فلسفی فردید را فرا بگیرد اما فلسفهٔ فردید را فاقد انسجام یافته و به نقد او پرداخته‌است. آشوری در مقاله‌ای به نام «اسطورهٔ فلسفه در میان ما»، فردید را به ضعف شخصیت و دانش متهم می‌کند.
جلال آل احمد، زمانی با وی درگیری پیدا کرد و دیگر هیچگاه تا پایان عمر با وی سخن نگفت. احسان نراقی بخاطر تغییر موضعش در جریان انقلاب از وی برید. رضا براهنی از دیگر منتقدان فردید به‌شمار می‌رود. صادق هدایت نیز فردید را «موجودی ضعیف و کله‌خشک» می‌داند که «معتقد است حمال اروپایی از علمای ایرانی بیشتر می‌فهمد دیدگاه فردید تحت تأثیر سه شخصیت بوده محی الدین ابن عربی؛ رنه گنون و مارتین هایدگر اما تأثیر فردید بر نگره‌های فلسفی بعد از خود همانند عریانیسم نیز کاملاً مشهود است..»
به نظر احسان نراقی فردید پس از انقلاب دچار چرخش فکری و تغییر موضع گردید. او خطاب به یکی از دوستانش گفته بود که «فره ایزدی» را در وجود خمینی دیده‌است.
به نظر مهدی فدایی مهربانی مقایسه تطور فکر فردید حکایت از آن دارد که او فیلسوفی دارای فراز و نشیب یا تناقضات جدی است. در واقع گفتن جملات و عبارات متناقض یکی از مشخصات بارز فردید است که به آراء وی خصلتی نیچه وار داده‌است.
دینانی معتقد است لحن فردید در انتقاد از اشخاص تند بود، در فلسفه از معاصران کسی را نمی‌پسندید و حتی دربارهٔ فیلسوفان غربی هم سخت می‌پذیرفت. به گفتهٔ او یک بار فردید در مراسمی که در انجمن فلسفه برگزار شده بود، در پاسخ به سؤال یکی از دانشجویان از عبدالکریم سروش به شدت انتقاد کرده و حتی به او ناسزا گفته بود. این پرسش و پاسخ ضبط شده بود و باعث شد که سروش شکایتی را از فردید در دادگستری تنظیم کند. نهایتاً با پادرمیانی دینانی غائله خاتمه یافت.
بیژن عبدالکریمی، فیلسوف و فردیدشناس ایرانی در مورد مخالفان فردید می‌گوید: «کسانی که به فردید حمله می‌کردند و می‌کنند حرف آخرشان این است که مواجهصصهٔ با غرب و مدرنیته دشوار است.» عبدالکریمی می‌گوید سیطره غرب بر خلاف تصور ما اجتناب‌ناپذیر است و سکولاریسم و نِهیلیسم تمام وجود ما را گرفته‌است اما حرف اصلی فردید هم همین است. «او زودتر از همه به ما این خودآگاهی را داد» که مواجههٔ با غرب نباید صرفاً سیاسی و ایدئولوژیک باشد. «فردید زودتر از همه بسط نِهیلیسم را در جوامع به ظاهر مسلمانی چون ایران دید.» از نظر او فردید غرب‌زدگی را اجتناب‌ناپذیر دانسته و معتقد بود مواجه ما با غرب باید آگاهانه باشد و اگر غرب‌زده هم هستیم باید از وضعیت خود، آگاه باشیم. عبدالکریمی در مورد لحن بیان تند فردید می‌گوید «متفکران در کاربرد زبان نمی‌توانند و نباید غیرمتعهد باشند بلکه باید در کاربرد زبان پروای بیشتری از خود نشان دهند و این درسی است که ما از خود فردید آموخته‌ایم.»
از نظر عبدالکریمی لحن و بیان فردید در مورد فناوری بیشتر به بیان سنت‌گرایانی چون رنه گنون شباهت دارد تا مارتین هایدگر. از نظر عبدالکریمی هایدگر با وجود نقد فناوری آن را یک نیروی تاریخی قدرت‌مند و اجتناب‌ناپذیر می‌دانست اما نگاه سرتاسر منفی امثال فردید و سید حسین نصر به فناوری باعث شد در ایران اهمیت توسعه فناوریک درک نشود چرا که اگر ایران به قدرت فناوریک دست نیابد، به منزلهٔ یک ملت بزرگ و صاحب اقتدار از صحنهٔ روزگار محو خواهد شد.

### دربارهٔ فردید
- نگاهی دوباره به مبادی حکمت انسی اثر سید عباس معارف[۴۱]
- دیدار فرهی و فتوحات آخر الزمان اثر محمد مددپور[۴۱]
- آرا و عقاید سیداحمد فردید (مفردات فردیدی) اثر سید موسی دیباج[۴۱]
- هایدگر در ایران، بیژن عبدالکریمی
- هویت‌اندیشان و میراث فکری احمد فردید، محمدمنصور هاشمی
- فردید از نگاه دیگران بکتاش منوچهری

### مقالات فردید
- فیلسوف بعید: غربزدگی (متن منتشر نشده از سید احمد فردید) منبع: خردنامه همشهری مهر ۱۳۸۶ شماره ۱۹.
- فردید: مشروطیت دفع فاسد به افسد بود. نویسنده: سید احمد فردید و علی ابوالحسنی (منذر). منبع: زمانه سال چهارم مرداد ۱۳۸۴ شماره ۳۵.
- سقوط هدایت در چالهٔ هرز ادبیات فرانسه. منبع: مشرق زمستان ۱۳۷۴ ویژه نامه ادبیات[۴۲]

## شاگردان
- رضا داوری اردکانی
- سید عباس معارف
- علی لاریجانی
- احمد مسجد جامعی
- محمد مددپور
- بیژن عبدالکریمی
- علی‌اصغر مصلح
- محمد رجبی
- مختار علیزاده[۴۳]
- یوسفعلی میرشکاک
- محمد رنجبر
- شهرام پازوکی
- اسماعیل بنی اردلان
- داریوش شایگان
- داریوش آشوری
- عباس امانت